# Вікторія Раїчіч
Вікторія Раїчіч (англ. Viktorija Rajicic; нар. 7 квітня 1994) — колишня австралійська тенісистка.
Найвищу одиночну позицію світового рейтингу — 279 місце досягла 28 жовтня 2013, парну — 299 місце — 10 лютого 2014 року.
Здобула 2 одиночні та 2 парні титули туру ITF.

## Фінали ITF

### Одиночний розряд (2–1)
| Легенда          |
| ---------------- |
| турніри $100,000 |
| турніри $75,000  |
| турніри $50,000  |
| турніри $25,000  |
| турніри $10,000  |

| Фінали за покриттям |
| ------------------- |
| Тверде (1–0)        |
| Ґрунт (1–0)         |
| Трава (0–1)         |
| Килим (0–0)         |

| Результат | Ранг | Дата            | Турнір               | Покриття | Суперниця    | Рахунок        |
| --------- | ---- | --------------- | -------------------- | -------- | ------------ | -------------- |
| Поразка   | 1.   | 26 лютого 2012  | Мілдьюра, Австралія  | Трава    | Ешлі Барті   | 1–6, 6–7(8–10) |
| Перемога  | 1.   | 10 березня 2013 | Сідней, Австралія    | Тверде   | Джессіка Мор | 5–7, 6–3, 6–2  |
| Перемога  | 2.   | 31 березня 2013 | Бандаберг, Австралія | Ґрунт    | Сема Юріка   | 6–4, 6–3       |

### Парний розряд (2–3)
| Легенда          |
| ---------------- |
| турніри $100,000 |
| турніри $75,000  |
| турніри $50,000  |
| турніри $25,000  |
| турніри $10,000  |

| Фінали за покриттям |
| ------------------- |
| Тверде (0–1)        |
| Ґрунт (2–2)         |
| Трава (0–0)         |
| Килим (0–0)         |

| Результат | Ранг | Дата            | Турнір                        | Покриття | Партнерка       | Суперниці                                | Рахунок          |
| --------- | ---- | --------------- | ----------------------------- | -------- | --------------- | ---------------------------------------- | ---------------- |
| Поразка   | 1.   | 7 травня 2010   | Бандаберг, Австралія          | Ґрунт    | Емелін Старр    | Марія Мірковіч Джессіка Мор              | 3–6, 6–1, [7–10] |
| Поразка   | 2.   | 22 березня 2013 | Іпсвіч (Квінсленд), Австралія | Тверде   | Сторм Сендерз   | Ноппаван Летчівакарн Варатчая Вонгтінчай | 6–4, 1–6, [8–10] |
| Перемога  | 1.   | 22 червня 2013  | Ниш, Сербія                   | Ґрунт    | Вікторія Томова | Нерма Чалук Тяша Шримпф                  | 6–1, 6–2         |
| Перемога  | 2.   | 30 червня 2013  | Прокуплє, Сербія              | Ґрунт    | Вікторія Томова | Ема Микулчич Деяна Райкович              | 6–2, 7–5         |
| Поразка   | 3.   | 6 липня 2013    | Прокуплє, Сербія              | Ґрунт    | Вікторія Томова | Ліна Джорческа Далія Зафирова            | 3–6, 0–6         |

## Часова шкала виступів на турнірах Великого шолому
| W | Ф | ПФ | ЧФ | #Р | КТ | К# | DNQ | A | NH |

| Турнір                                 | 2011 | 2012 | 2013 | W–L |
| -------------------------------------- | ---- | ---- | ---- | --- |
| Відкритий чемпіонат Австралії з тенісу | 1р   | 1р   | 1р   | 0–3 |
| Відкритий чемпіонат Франції з тенісу   |      |      |      | 0–0 |
| Вімблдонський турнір                   |      |      |      | 0–0 |
| Відкритий чемпіонат США з тенісу       |      |      |      | 0–0 |
| В-П                                    | 0–1  | 0–1  | 0–1  | 0–3 |